# Göppingen
Göppingen er en by i den tyske delstat Baden-Württemberg. Den ligger omkring 40 kilometer øst for Stuttgart. Den er administrationsby, og den største by i Landkreis Göppingen og er et lokalcenter for de omliggende kommuner. Den indgår sammen med kommunerne Schlat, Wäschenbeuren og Wangen i et Verwaltungsgemeinschaft.
Göppingen er hjemsted for modeljernbanefabrikken Märklin, der blev grundlagt i 1859 og beskæftiger ca. 2.150 medarbejdere, deraf 1.725 i Göppingen.

## Geografi
Göppingen ligger i forlandet til Schwäbischen Alb, centralt i dalen til floden Fils, delvis på skråningerne til op til bjerget Hohenstaufen.

### Nabokommuner
Følgende byer og kommuner grænser til Göppingen. (med uret fra øst):
Ottenbach, Eislingen/Fils, Süßen, Schlat, Eschenbach, Heiningen, Dürnau, Bad Boll, Zell unter Aichelberg, Hattenhofen, Uhingen, Wangen, Rechberghausen, Birenbach og Wäschenbeuren alle i Landkreis Göppingen samt Schwäbisch Gmünd i Ostalbkreis.

### Inddeling
Göppingen består af hovedbyen og syv Stadtbezirke: Bartenbach, Bezgenriet, Faurndau, Hohenstaufen, Holzheim, Jebenhausen und Maitis, der alle er tidligere selvstændige kommuner.

## Geschichte
Den ældste henvisning til Göppingen findes i et skrift fra det 16. århundrede der nævner at Konrad von Württemberg i 1110 overlader det daværende Göppingen til Kloster Blaubeuren.
Ældste skriftlige kilde om Göppingen stammer fra 1154 kejser Frederik Barbarossa. I anden halvdel af det 12. århundrede udviklede Göppingen sig til en by.
Under Trediveårskrigen led byen hårdt under pest og plyndringer. Alene i 1634/35 var der mere end 1600 døde.
25. august 1782 brændte Göppingen for anden gang fuldstændig ned. Byen blev derefter genopbygget efter en skakterngrundplan  af Johann Adam Groß på foranledning af hertug Karl Eugen. Som sidste bygning, blev rådhuset færdigbygget i 1785.
Göppingen fik jernbaneforbindelse i 1847 og dermed holdt industrialiseringen sit indtog.
I 1911 og 1926 blev der åbnet sidebaner til Schwäbisch Gmünd og Boll .

## Venskabsbyer
Göppingen er venskabsby med:
- 1971: Foggia, Italien, Region Apulien
- 1971: Klosterneuburg, i Østrig, nord for Wien
- 1990: Sonneberg, i Thüringen, tæt ved den thüringiske-bayerske grænse, der ligesom Göppingen er en by med tradition fr legetøjsfremstilling.
- 2000: Pessac, Frankrig, sydvest for Bordeaux i Département Gironde

## Trafik

### Veje
Byen ligger ved B 10 Stuttgart–Ulm og ved B 297 Lorch–Tübingen.

#### Skinner
Göppingen ligger ved Filstalbahn fra Stuttgart til Ulm, der åbnede i 1847. Også i den vestlige bydel Faurndau er der en station på denne linje.
Bahnhof Göppingen var indtil midten af 1990'erne en stor containerbanegård.

## Bygningsværker
- Burg Hohenstaufen i bydelen Hohenstaufen, var hjemsted for Huset Hohenstaufen. Den blev bygget i anden halvdel af det 11. århundrede og ødelagt i 1525.